# 慣らし運転
慣らし運転（ならしうんてん）は、新しい工業製品を本格的に使用する前に、その工業製品の持つ性能をフルに使わず、性能を抑えて使用することを指す。また、新しい運用を本格的に始める前に、新しい運用に慣れるための試用的な期間を指して呼ぶこともある。
ここでは、工業製品のうち、その製品の性能（出力）を使用者が幅広く調整可能な、自動車やオートバイにおける慣らし運転について説明する。

## 概要
一般に、機械や装置類の故障発生は故障率曲線によって示されるが、使用開始直後は初期故障期にあたり、故障率は時間の経過とともに低下し、やがて安定した状態になっていくことが知られている。部品の組み立て集合体である自動車やオートバイもこの例外ではなく、使用開始直後は初期故障による故障の可能性が高い状態にある。
自動車やオートバイにおいても、当然、厳しい工程内検査や出荷検査が課されてはいるが、実際に動作させて熱変化や振動などに曝されると、各部品自体の、あるいは部品相互間の干渉、組み立て時に締めたねじが緩むなどの事象が生じるため、故障に至る可能性が高くなると理論上は考えられる。このため、各自動車メーカーは新車販売1か月後あるいは3か月後、あるいは走行距離が1,000kmや3,000kmに達する前に、新車点検整備を無料サービスとして実施している。
ユーザ側としても新車購入直後に全負荷をかけるような無理な運転を避けることを心がけ、新品の間（一定走行距離に達するまで）、エンジン回転数を抑えた運転を行なうことを慣らし運転という。

## 期待できる効果
初期故障期対策としての慣らし運転には、次のような効果が期待できる。
ねじの緩み
組み立て時には適正なトルクでボルトにナットを締め付けているが、締め付け力が持続して作用することで新品のボルトがわずかに伸びることがある。新車に実際の使用による振動を加わえることで、ボルトの伸びが発生したねじを緩ませ、新車点検時に増し締めすることで、よりしっかり組み立てることができる。タイヤのホイールボルト&ナットに緩みが発生すると、ホイールのねじ穴が損傷して拡大しホイールが使えなくこともある。
嵌めあいの補正
各部品が、見た目、きちんと取り付けられていても、実際の使用による振動を加わえることで、うまく嵌っていなかったところが嵌って取り付けが緩む、あるいは取り付けが外れることがあり、新車点検時に増し締めや取り付けし直すことで、よりしっかり組み立てることができる。ボンネット、ドア、トランクなどでは立て付けの悪さとして発見できる。
電気配線のチェック
端子やコネクタが、見た目、きちんと接続されていても、実際の使用による振動を加わえることで接触不良が発生することがあり、きちんと配線をし直すことで対処できる。
オイルリークの発見
エンジン、トランスミッション、各部ベアリングなどに使われているオイルシールが不良品であったり、配管の継ぎ目がきちんと取り付けられていなかった時には、オイル漏れが発生する。出荷時には発見し難く、実際に使ってみないと発見できない不具合である。
フレキシブル配管の慣らし
新品のゴム製フレキシブル配管は硬いので、実際に走行することにより冷却水、エンジンオイル、トランスミッションオイル、ブレーキオイル、エアコン冷媒などの流体に冷熱変化と振動を加えて、収縮の慣らしを行い硬さをほぐしていく。
タイヤの慣らし
新品タイヤのゴムは、実際の走行で発生する熱を加えていくことで変質していき、次第に所期の性能を発揮するようになる。また、新品のタイヤ表面には成型時の離型剤が浸透しており本来のグリップ力が発揮できないが、走行することでタイヤ表面を磨耗させ、本来のグリップ力を引き出すことができる。
スローパンクチャーの発見
タイヤのリム組み不良やエアバルブの不良により、スローパンクチャーと呼ばれるじわじわと空気が漏れ出す不具合が発生することがある。出荷時には発見し難く、しばらく実際に使ってみないと発見できない不具合である。
これら初期故障期対策は市販車だけでなく競技用車両においても行われる。競技用車両の場合は「シェイクダウン（Shakedown）」と呼ばれ、新車を実レース投入前に1レースで走行する距離以上を走らせ、不具合点を摘出し対策するために広く行われている。

## 要不要に関する諸説
慣らし運転が必要であるか不要であるかについては、諸説議論がある。
- 慣らし運転をした後であっても無理な運転を行えば車両は傷むし、そもそも無理な運転は車両の寿命以前に運転者自身や同乗者・第三者の生命を危険にさらす行為である。運転免許を有する常識的な運転者ならば常から無理な運転はしないので、新車だからといっていつもと違う運転をする必要はないとする考え。
  - （対抗説）高性能車は車両寿命や自身や同乗者・第三者の安全を多少犠牲にしてでも性能を十分に発揮させなければ意味がないとする考え。
- 過去においては取扱説明書に慣らし運転の方法が記載されていたが、今（2007年現在）は取扱説明書に触れられていないものが多く、触れられていなければ慣らし運転は不要であるとする説。自動車の使用目的は通勤、通学、買い物などの日常使用が大半であり、新車時にいきなり全負荷をかけるような使い方は考え難いため、別段の慣らし運転を行う必要はなく普通に日常使用していれば十分その役に足りる。
  - （対抗説）取扱説明書に明記されていなくても、慣らし運転はユーザとして当然配慮すべき常識である、との考えもある。
- エンジンオイルが内部機構に馴染み、燃焼によってエンジン内部に付着する付着物の層が形成されないうちは、焼き付きを起こしやすく、この焼き付き防止のためには慣らし運転が必要であるとする説。
  - （対抗説）いまやエンジンの焼き付きなど、オイルが極端に不足した状態であるとか長年オイル交換を怠っている場合ぐらいでしか実際には起こり得ず、新品のオイルが十分に入っているエンジンでは考え難い。
- 金属同士が触れ合った機械的な部分について、まだそれらが馴染んでいない状態で急激な高負荷をかけると、接触面を傷つけてしまう可能性があり、馴染ませるために慣らし運転が必要であるとする説。
  - （対抗説）この話は過去のことであり、（2007年）現在の工作技術を考えると慣らし運転は必要ないとする説。
- MT車においては、エンジンの慣らし運転のみならず、シフトチェンジについても慣らし運転をする（乱暴なシフトチェンジを避ける）ことで、可動部分にアタリをつける効果があり、将来的にシフトが入りにくくなるなどのトラブルを軽減する効果があるとする説。
- ECUなどの電子制御部分の学習を考えると、慣らし運転が（必要というわけではないが）有益であるとする説。
  - （対抗説）新車購入時はメーカー設定初期値のため運転者が違和感を覚えることもあるが、電子制御装置の学習部分は常に書き換えられており数百kmも走行すればすっかりデータが入れ替わるし、エラーリセットやバッテリ上がりなどで初期値に戻ることもあるので、特に配慮する必要は無いとの考えもある。
- 本来もっとも慣らし運転の必要性の高い生産直後の段階で、工場内の移動や販売店への陸送時の積み下ろしのために手荒に運転されているので、今さら大人しく運転しても手遅れであるとする考え方。

メーカーの発表としては、以下のようなものがある。
- 必要なし : トヨタ、ホンダ
- 絶対ではないがしたほうがよい : 日産、マツダ
- したほうがよい : スズキ、スバル
- 絶対必要 : カワサキ

## 慣らし運転の方法
慣らし運転が必要あるいは有益とする説においても、慣らし運転の方法については諸説がある。
- 低回転で慣らすことはもちろんであるが、一定速度で慣らすのがよいとする説／加速や減速に対するアタリをつけるために、加減速を混ぜて慣らすのがよいとする説
- 低回転のみで慣らす説／まったく回転を上げないと低回転に特化したアタリ（高回転を回しにくいアタリ）となるので、時には高回転を回すのがよいとする説

なお、車の取扱説明書に慣らし運転の方法についての説明が記載されているものがあり、特殊な例では段階的な慣らしの工程と共に各工程で使用するエンジンオイルの粘度が指示されている場合もある(例:TVRなど)。
また、評論家が具体的な慣らし運転の方法を説明している場合もある。 